# Callicebus nigrifrons
El guigó de frente negra es un primate platirrino de la familia de los pitécidos, endémico de los bosques de la Mata Atlántica del sudeste de Brasil, en los estados de Minas Gerais, Espirito Santo, Río de Janeiro y San Pablo.

## Descripción
El pelaje es en su mayoría de color gris, el pecho es de color castaño claro. Las manos y los pies y las orejas son de color negro. Del mismo modo, la cara es gris con un anillo grueso de pelo negro alrededor, que es particularmente notable y en la frente. La cola es más larga que el cuerpo y presenta color naranja.

## Comportamiento
Es diurno y arbóreo. Vive en grupos familiares compuestos por una pareja y las crías de diferentes edades. Las parejas son monógamas, hasta la muerte de uno de los componentes. Cada grupo tiene su propio territorio, que delimita y hace respetar con un complicado sistema de vocalizaciones y defiende de los intrusos, aunque rara vez pelean.

## Alimentación
Se alimentan principalmente de frutas, de 15 especies diferentes, aunque complementan la dieta con artrópodos y de vez en cuando con huevos y pequeños vertebrados. Una considerable cantidad de tiempo la gasta buscando alimento y alimentándose (47%) y también pasa buena parte del tiempo descansando (21%).

## Reproducción
La hembra da a luz una vez al año, por lo general una cría, que es cuidada por su padre hasta que es capaz de seguir al grupo y alimentarse por sí misma, pero permanece con sus padres hasta que alcanza la madurez sexual, lo que ocurre alrededor del tercer año.